# Вупі! (фільм)
Вупі! (англ. Whoopee!) — американський комедійний мюзикл режисера Торнтона Фріланда 1930 року.

## Сюжет
Шерифа містечка на Дикому Заході Боба Веллса та одного з його мешканців, Генрі Вільямса, об'єднує одна річ — вони обидва хочуть взяти в дружини прекрасну і чарівну Саллі Морган. Але вона любить метиса Ваненіса з ворогуючого з містечком місцевого племені, і втікає з ним прямо з-під вінця. Розгнівані Боб і Генрі, разом з іншими жителями містечка, тут же кидаються в погоню. Але на захист Саллі встають її коханий і всі його родичі — що загрожує обом сторонам кривавим конфліктом…

## У ролях
- Едді Кантор — Генрі Вільямс
- Етель Шаттен — Мері Кастер
- Пол Грегорі — Ваненіс
- Елінор Хант — Саллі Морган
- Джек Рутерфорд — шериф Боб Веллс
- Волтер Ло — містер Морган
- Спенсер Чартерс — Джером Андервуд
- Альберт Хекетт — Честер Андервуд
- Барбара Вікс — епізод
- Енн Сотерн